# Share the World (Alessandro Martire)
Share the World (Alessandro Martire) è un album discografico del pianista compositore Alessandro Martire, pubblicato nel 2020 dalla Carosello Records

## Il disco
È il suo terzo album. Il tema principale è il viaggio e la condivisione culturale. Al fine di promuovere il precedente album Flames of Joy ha iniziato a girare il mondo. Questo gli ha permesso di conoscere diverse culture e visitare luoghi che, attraverso la musica del suo pianoforte, hanno ispirato questo terzo album. L’incontro tra le immagini e la musica si trasforma in una colonna sonora. Avvicinarsi al mondo del cinema è una delle sue aspirazioni. 
Si compone di 11 brani strumentali per pianoforte, violoncello e orchestra. Il lavoro con l'orchestra è stato registrato a 
Mosca (Russia) con 21 elementi.

## Tracce
Musiche di Alessandro Martire.
1. Heart – 2:51
2. Static – 3:03
3. Truth – 4:29
4. Share the World – 2:55
5. Lej – 4:34
6. Endless – 3:50
7. Dream love – 3:54
8. Breath – 4:28
9. Ena – 3:01
10. Shadows of Desire – 3:06
11. A turn of the Page – 3:30

Durata totale: 39:41